# Dimítris Pinakás
Dimítris Pinakás (en grec moderne : Δημήτρης Πινακάς), né le 1er septembre 2001 à Larissa en Grèce, est un footballeur grec qui évolue au poste d'attaquant à l'Olympiakos.

## Biographie

### Carrière en club
Dimítris Pinakás est né à Larissa en Grèce. Il est formé par le club de sa ville natale, l'AEL Larissa, qui lui fait découvrir le monde professionnel. Le 30 octobre 2018, il joue son premier match en professionnel lors d'une rencontre de coupe de Grèce contre l'Irodotos FC (en). Il entre en jeu et son équipe s'impose par quatre buts à un.
Le 29 juillet 2020, il prolonge son contrat jusqu'en 2023. Le 11 septembre 2020, lors de la première journée de la saison 2020-2021 face au PAOK Salonique, il porte pour la première fois le brassard de capitaine. Son équipe s'incline par un but à zéro ce jour-là.
Le 30 août 2021, Dimítris Pinakás s'engage avec le champion de Grèce en titre, l'Olympiakos.

### En sélection
Il joue son premier match avec l'équipe de Grèce espoirs face à Chypre, le 25 mars 2021. Il entre en jeu en cours de partie et les deux équipes font match nul (0-0).